# 薩盧達縣 (南卡羅萊納州)
薩盧達县（英語：Saluda County）是美國南卡羅萊納州西部的一個縣。面積1,196平方公里。根據美國2000年人口普查，共有人口19,181人。縣治薩盧達 (Saluda)。
成立於1895年。縣名來自薩盧達河 (河名紀念一支印第安人)。